# Губной дьяк
Губной дьяк — должность в Московском государстве.
Название губной, по мнению Татищева, происходит от слова губить, губление. По сведениям Н. М. Карамзина, слово губа в древнем немецком праве означало усадьбу, а в российском — волость или ведомство.
Губной дьяк ведал письмоводством и делопроизводством губной избы. Он выбирался всеми людьми уезда до Уложения царя Алексея, которым узаконено было избрание одними сошными людьми.
Губные дьяки, как и губные целовальники, пускались в губы только после присяги и были подсудны, наряду с губными старостами, исключительно Разбойному приказу. Обыкновенно на губную избу выбирался один дьяк; иногда в избе являлось несколько дьяков или подьячих, особенно в тех случаях, когда в губу присылались из Москвы сыщики.
В 1669 году сыщики повсеместно были введены вместо губных старост с губными целовальниками; но губные дьяки уцелели, стали приводиться к присяге сыщиками, а в 1679 году переведены были в съезжие и приказные избы. За промахи и злоупотребления губных старост с губными целовальниками губные дьяки не отвечали.